# International Supersport
Albums de Schoolly D
Funk 'n Pussy
(2000)
International Supersport est le neuvième album studio de Schoolly D, sorti le 22 juin 2010 uniquement en téléchargement.

## Liste des titres
| No | Titre                    | Contient un (des) sample(s) de                                                       | Durée |
| -- | ------------------------ | ------------------------------------------------------------------------------------ | ----- |
| 1. | I Just Can't Help Myself | P.S.K. - What Does It Mean? de Schoolly D Change the Beat (Female Version) de Beside | 4:07  |
| 2. | International Supersport |                                                                                      | 3:10  |
| 3. | Twelve Ounce Mouse       |                                                                                      | 3:28  |
| 4. | Drum                     |                                                                                      | 4:08  |
| 5. | Family Affair            |                                                                                      | 4:26  |
| 6. | Love Struck              |                                                                                      | 3:56  |
| 7. | Born and Razed           |                                                                                      | 4:29  |
| 8. | Can't Stop My Game       |                                                                                      | 3:29  |
| 9. | Swinging On My...        |                                                                                      | 4:13  |